# かつみ♥さゆりのまるごとおおさか
『かつみ♥さゆりのまるごとおおさか』は、朝日放送（ABCテレビ）で放送されていた大阪市の広報番組である。放送時間は毎週日曜日 11:45 - 11:50。字幕放送実施。年に1回の1時間特別編あり。
2005年4月3日に放送がスタート。同年3月末まで関西テレビで放送されていた『浜村淳の大阪夢散歩』とテレビ大阪で放送されていた『桂小米朝のハートフル大阪』の大阪市広報番組2本を統合し、放送局をABCテレビへ移す形で始まった。番組の案内役は、吉本興業に所属する夫婦漫才コンビかつみ♥さゆりが担当。
番組は、かつみ♥さゆりの2人が季節感あふれるイベント情報や、生活に密着した話題など、大阪市の魅力を元気いっぱいに伝えてきたが、2007年3月18日に諸般の事情により番組は終了することになった。